# Голова професора Доуеля
«Голова́ профе́сора До́уеля» — науково-фантастичний роман російського радянського письменника-фантаста Олександра Бєляєва, один із найвідоміших творів письменника.

## Історія
У 1925 році Олександр Бєляєв створює науково-фантастичне оповідання «Голова професора Доуеля», яке було опубліковане у виданні «Рабочая газета». У 1937 році письменник допрацьовує твір, що набув великої популярності, і перетворює в роман. Бєляєв хворів на туберкульоз кісток, шість років був прикутий до ліжка, три з них — загіпсований. Тому, за словами самого автора, «Голова професора Доуеля» — твір автобіографічний: «Хвороба вклала мене одного разу на три з половиною роки в гіпсове ліжко. Цей період хвороби супроводжувався паралічем нижньої частини тіла. І хоча руками я володів, все одно моє життя було схоже на існування „голови без тіла“, якого я зовсім не відчував, — повна анестезія».

## Сюжет
Головні події сюжету розкриваються навколо Марі Лоран — молодої лікарки, яка отримала запрошення на роботу до лабораторії професора Керна. Її завданням був догляд за головою професора Доуеля, відомого лікаря-хірурга. Уперше вона побачила цю частину тіла, яка була закріплена на квадратній скляній дошці. Це справило на дівчину надзвичайне та важке враження. Трохи пізніше згадується, що професор Доуель проводив операції з пересадки голови на собаках. Він хотів провести аналогічні експерименти на людині, але не встиг – вчений хворів на бронхіальну астму. Під час одного з різких загострень хвороби  помер, але його врятував  друг та асистент професор Керн, відділивши голову Доуеля від тіла.
Таким чином, в обов'язки Марі входило слідкувати за станом голови, а також щодня приносити їй купу медичних журналів. З часом між лікаркою та головою, яка могла відповідати лише мімікою, встановлюються досить дружні стосунки. Одного разу голова попросила відкрити кран, який вів до одного з балонів. Професор Керн заборонив його відкривати, тому що начебто при його відкритті голова миттєво помре. Але голова професора Доуеля вмовила Марі це зробити, і дівчина зрозуміла, що у цьому балоні не отрута, а усього лише стиснене повітря, завдяки якому голова могла розмовляти.
Керн за допомогою професора Доуеля успішно повторив експеримент з відокремлення людської голови від тіла. Цього разу операцію проводили над двома загиблими людьми: Тома Бушем, робочим, який потрапив під автомобіль та Бріке, співачкою з бару, в яку влучила куля. Обидві голови вижили після операції, але життя без тіла було для них нестерпним. Бріке вдається вмовити Керна провести ще більш надзвичайну операцію: приєднати її голову до нового тіла. Той погоджується і зосереджується на пошуках тіла, яке підійшло б для цього. Одного вечора трапляється залізнична катастрофа, яка забирає життя десятків людей. З-поміж тіл загиблих професор знаходить два, які підходять за усіма параметрами. Одне з них належить відомій італійській співачці Анжеліці Гай. До нього Керн приєднує голову Бріке. Незабаром, дізнавшись про розмови голови професора та Марі, Керн забороняє їй йти додому під погрозою вбити голову професора Доуеля шляхом перекриття доступу повітря. Марі погоджується, і лабораторія Керна стає для неї в'язницею.
Через кілька днів після операції Бріке вже в змозі розмовляти, а незабаром – вставати та ходити. Вона хоче якомога скоріше знову побачити своїх друзів, але Керн налаштований не випускати її з лабораторії. Тому Бріке тікає через відчинене вікно. Через невеликий проміжок часу вона зустрічається зі своїми друзями – Рудою Мартою та її чоловіком Жаном (зламщиком сейфів) та разом їдуть з міста якомога далі від переслідування поліцією.
Вони опиняються на узбережжі, де випадково зустрічаються з Арманом Ларе та Артуром Доулем.

## Персонажі
- Професор Доуель
- Марі Лоран
- Професор Керн
- Артур Доуель